# Isildur
Isildur este un personaj fictiv din Pământul de Mijloc, univers creat de J.R.R. Tolkien, care apare în Stăpânul inelelor, Silmarillion și Povești neterminate.